# Godfrey Khotso Mokoena
Godfrey Khotso Mokoena (1985. március 6.) dél-afrikai atléta. Sikerei nagy részét távolugrásban érte el, ám pályafutása kezdetén eredményes volt hármasugrásban is.

## Pályafutása
A 2004-es junior világbajnokságon megnyerte a hármasugrás számát, valamint ezüstérmes lett távolugrásban.
A 2007-es oszakai világbajnokságon ötödik, míg a 2009-es berlini tornán második lett, a döntőben hét centiméterrel elmaradva az aranyérmes Dwight Phillips-től.
A pekingi olimpián, a Panama első olimpiai aranyérmét szerző Irving Saladino mögött lett második.

## Egyéni legjobbjai
Szabadtér
- Magasugrás – 2,10
- Távolugrás– 8,50 (dél-afrikai rekord)
- Hármasugrás – 17,25 (dél-afrikai rekord)

Fedett
- Távolugrás – 8,18
- Hármasugrás – 16,22